# Klimeschiopsis afghana
Klimeschiopsis afghana är en fjärilsart som beskrevs av Povolny 1968. Klimeschiopsis afghana ingår i släktet Klimeschiopsis och familjen stävmalar. Inga underarter finns listade i Catalogue of Life.